# Jeanne-Marie Darré

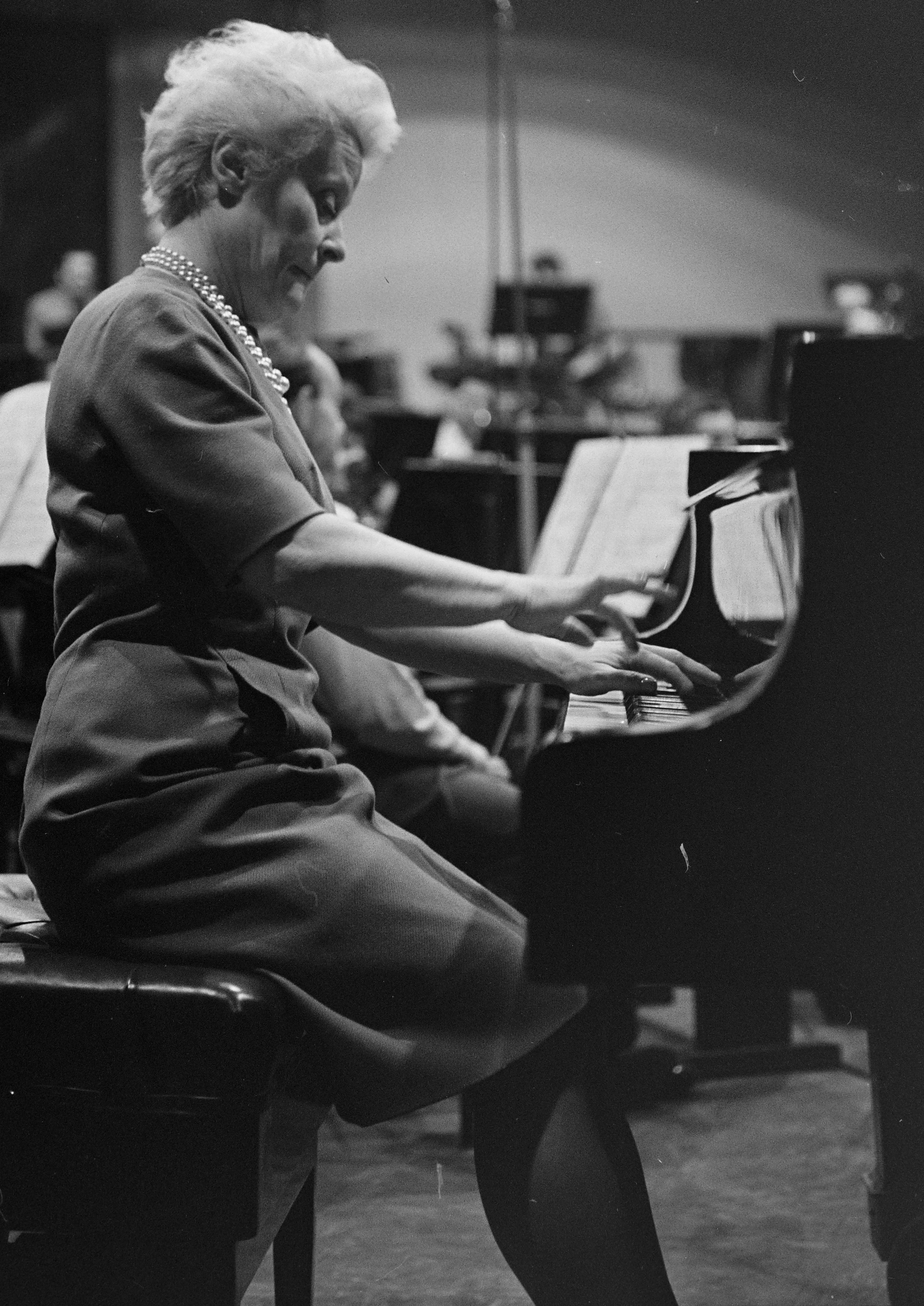
Jeanne-Marie Darré (1962)

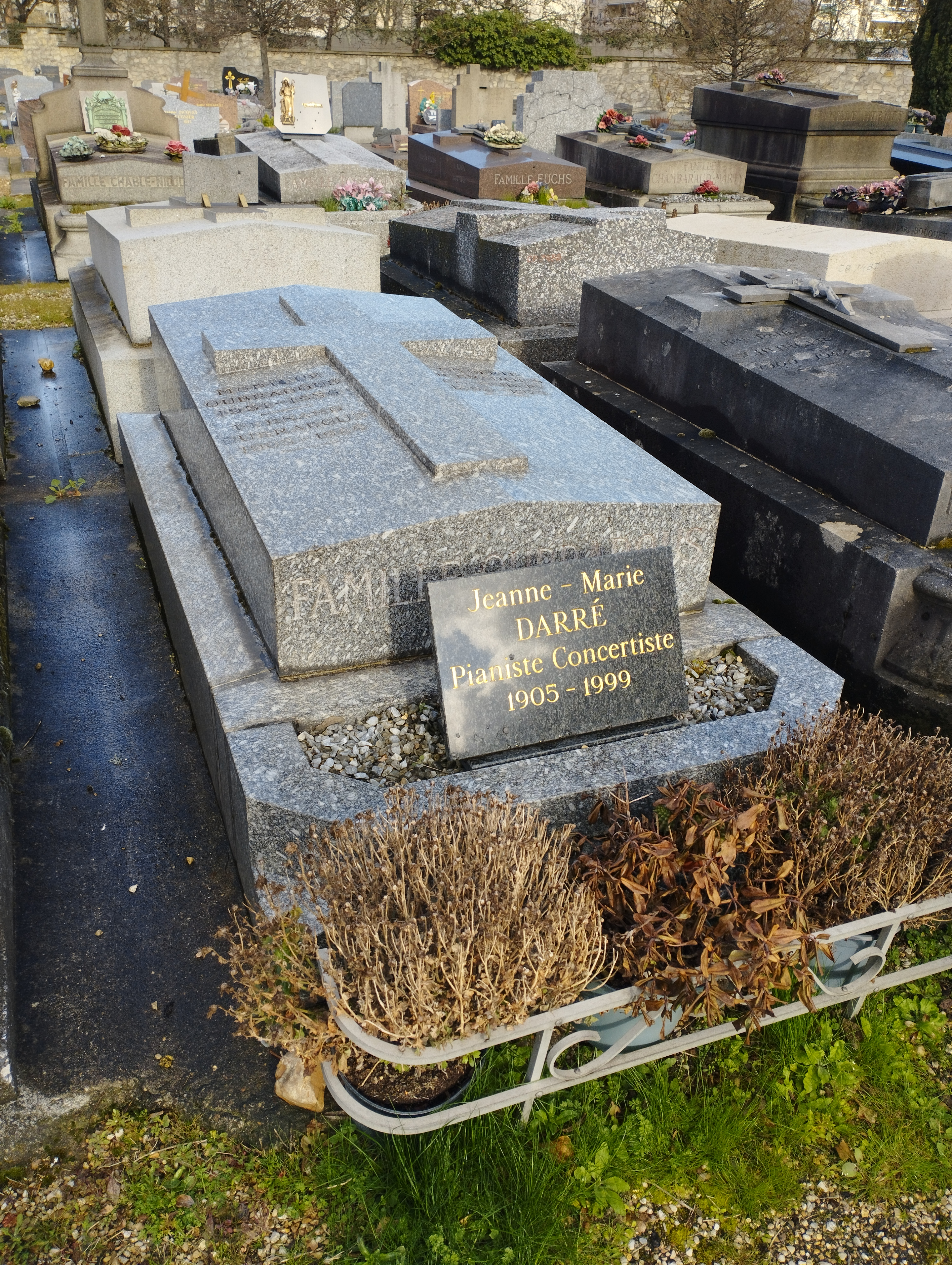
Das Grab der Pianistin

Jeanne-Marie Darré (* 30. Juli 1905 in Givet, Frankreich; † 26. Januar 1999 in Le Port-Marly)
war eine französische Pianistin.
Sie war besonders bekannt für ihre eleganten Interpretationen der Solowerke von Frédéric Chopin, Franz Liszt und Camille Saint-Saëns.
Ihr wurden verschiedenste Auszeichnungen zuteil, darunter die Aufnahme in die Ehrenlegion 1966 und ein Jahr später, 1967, die Verleihung des Ordens der Künste und der Literatur.

## Leben
Darré studierte am Conservatoire de Paris bei Marguerite Long und Isidor Philipp und arbeitete u. a. mit Gabriel Fauré, Camille Saint-Saëns und Maurice Ravel.
Ihr Bühnendebüt gab sie im Alter von 14 Jahren, ihre ersten Aufnahmen machte sie mit 16.
Mit 20 Jahren hatte Darré ihren ersten Auftritt in Paris mit einem breitgefächerten Programm mit Werken von Galuppi, Couperin, Beethoven, Chopin, Liszt, Henselt, Moszkowski, Chabrier, von ihrem Lehrer Isidor Philipp und Schubert/Tausig.
Im Alter von 21 Jahren gab sie dann ein spektakuläres Konzert, in welchem sie alle 5 Klavierkonzerte von Camille Saint-Saëns in einem einzigen Konzert mit dem Orchestre Lamoureux unter der Leitung von Paul Paray spielte. Diesen Konzertstil, möglichst alle Werke einer Gattung eines Komponisten gemeinsam aufzuführen, ein für Zuhörer durchaus herausfordernder Ansatz, behielt sie auch später bei, z. B. in Konzerten, in denen sie alle Chopin-Préludes und Etüden spielte.
Ihre Karriere verlief hauptsächlich in Europa, aber Darré trat auch weltweit auf, ab 1962 auch in den USA, z. B. im Februar 1962 in der Carnegie Hall mit dem Boston Symphony Orchestra unter Leitung von Charles Münch.
Zwischen 1958 und 1975 unterrichtete sie am Conservatoire de Paris.
In den 1980ern zog sie sich aus dem Konzertleben zurück.
Jeanne-Marie Darré starb am 26. Januar 1999 in Le Port-Marly, ihr Grab befindet sich auf dem Cimetière Sud in Saint-Mandé.